# West Coast Main Line
A West Coast Main Line (WCML) (trad. Linha da Costa Ocidental) é um dos corredores ferroviários mais importantes do Reino Unido, percorrendo cerca de 399 milhas (642 km) entre as cidades de Londres, na Inglaterra, e Glasgow, na Escócia, com ramais adicionais para Northampton, Birmingham, Manchester, Liverpool e Edimburgo. Com estes, totaliza uma rota de aproximadamente 700 milhas (1 127 km). É uma das linhas ferroviárias de tráfego misto mais movimentadas da Europa, com uma mistura de tráfego ferroviário intercidades, regional, suburbano e de carga. Foi aberta em etapas entre 1837 e 1881. 
A Linha Glasgow–Edimburgo via Carstairs conecta a WCML a Edimburgo. Entretanto, a rota principal entre Londres e capital escocesa é a East Coast Main Line. Várias secções da WCML fazem parte dos sistemas ferroviários suburbanos em Londres, Coventry, Birmingham, Manchester, Liverpool e Glasgow, com muitas outras estações suburbanas menores, além de fornecer ligações para várias cidades rurais.
Por ela passam 40% de todo o tráfego ferroviário de mercadorias do Reino Unido, sendo o principal corredor ferroviário de cargas a ligar a ilha ao continente europeu (pelo Túnel da Mancha) através de Londres e sudeste da Inglaterra até West Midlands, noroeste da Inglaterra e Escócia. Devido a isso, foi declarada uma rota estratégica europeia e designada uma rota prioritária da Rede transeuropeia de transportes (RTE-T).
A WCML não foi originalmente concebida como uma rota única, mas sim construída como uma colcha de retalhos de linhas locais interligadas, construídas por várias empresas, as maiores das quais se fundiram em 1846 para criar a London and North Western Railway (LNWR), que então, gradualmente, absorveu a maioria das outras; as exceções foram a Caledonian Railway, na Escócia, e a North Staffordshire Railway (NSR), que permaneceram independentes até 1923. A rota principal foi construída principalmente entre as décadas de 1830 e 1850, mas várias rotas de corte e ramais foram construídos nas décadas posteriores. Em 1923, toda a rota passou a ser propriedade da London, Midland and Scottish Railway (LMS), quando as empresas ferroviárias foram agrupadas sob o Railways Act 1921. A própria LMS foi nacionalizada em 1947, passando a integrar a British Railways (BR). 
Como a WCML é o tronco ferroviário de longa distância mais importante do país, a BR realizou um extenso programa de modernização entre o final da década de 1950 e o início da de 70, que incluiu a eletrificação aérea total da rota e a introdução de modernos serviços intermunicipais de passageiros com velocidades de até 110 mph (177 km/h). Outros esquemas de modernização foram propostos mas abortados, incluindo a introdução do Advanced Passenger Train (APT) na década de 1980, um malfadado comboio de semi-alta velocidade que usava tecnologia de inclinação, necessária para permitir velocidades mais rápidas nas secções curvas, e o InterCity 250, um projeto de comboio elétrico com uma locomotiva Classe 93, abortado em julho de 1992. A modernização adicional da rota ocorreu, finalmente, durante a década de 2000, no período de privatização, que viu as velocidades aumentarem ainda mais para 125 mph (201 km/h) e a introdução dos comboios c/ tecnologia de inclinação da Classe 390, que substituíram os comboios das Classes 90, 87 e 86.   
Como grande parte da linha tem esta como sendo sua velocidade máxima, ela atende à definição para a União Européia de uma linha de alta velocidade atualizada embora, no Reino Unido, apenas comboios Classe 390 Pendolino e Classe 221 Super Voyagers, com mecanismos de inclinação, operados pela Avanti West Coast viagem com essa rapidez. Os comboios sem inclinação são limitados a 110 mph (177 km/h), mas a Avanti West Coast procura aumentar a velocidade máxima para 125 mph (201 km/h) para todos os comboios, para permitir o uso dos comboios de Class 805 e 807, que não têm tecnologia de inclinação.

## Geografia

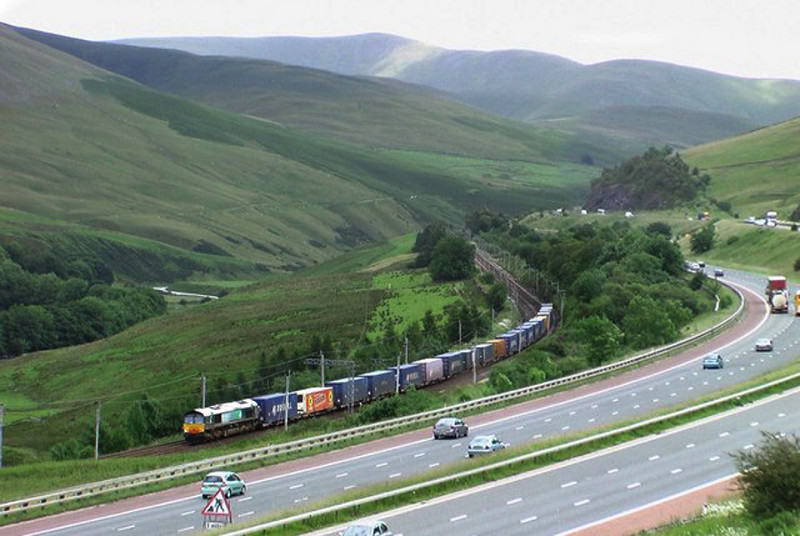
Trecho da WCML no desfiladeiro do rio Lune e ao lado da autoestrada M6, na Cumbria

A espinha dorsal entre as estações London Euston e Glasgow Central tem 399 milhas (642 km) de comprimento,, com as principais estações categoria InterCity em Watford Junction, Milton Keynes Central, Rugby, Stafford, Crewe, Warrington Bank Quay, Wigan North Western, Preston, Lancaster, Oxenholme Lake District, Penrith e Carlisle.
Esta espinha tem desvios que atendem as principais vilas e cidades das regiões de Northampton, Coventry, Birmingham e Wolverhampton. Estes fazem parte do loop de Northampton, a norte de Milton Keynes, em que os carris à direita que servem comboios semirápidos e suburbanos do Norte de Londres da LNWR divergem para a Estação de Northampton, enquanto os carris rápidos continuam em linha recta para Birmingham. Ramais servem Stoke-on-Trent, Macclesfield, Stockport, Manchester, Runcorn e Liverpool. Há também um ramo para Edimburgo, em Carstairs, na Escócia, que não é a rota mais directa entre Londres e a capital escocesa. Fornece uma conexão direta entre a WCML e a East Coast Main Line (ECML), a outra linha principal que liga Londres à Escócia.
Originalmente, as linhas entre Rugby, Birmingham e Stafford faziam parte dessa rota principal, até a Trent Valley Line ser construída em 1847. Esta linha formou uma conexão direta entre Rugby e Stafford, tornando-se uma parte da rota principal. Ao sul da cidade de Rugby, há um desvio que serve Northampton. Há um ramal na Junção Weaver, ao norte de Crewe, até Liverpool. Este entroncamento é o viaduto ferroviário mais antigo da Grã-Bretanha. Outro ramal ramal se ramifica de Crewe para servir Manchester. Há também um ramal entre a Junção Colwich, no Vale do Trent, ao sul de Stafford, até Stoke-on-Trent, com outro ramal ao norte de Stafford, também para Stoke-on-Trent.

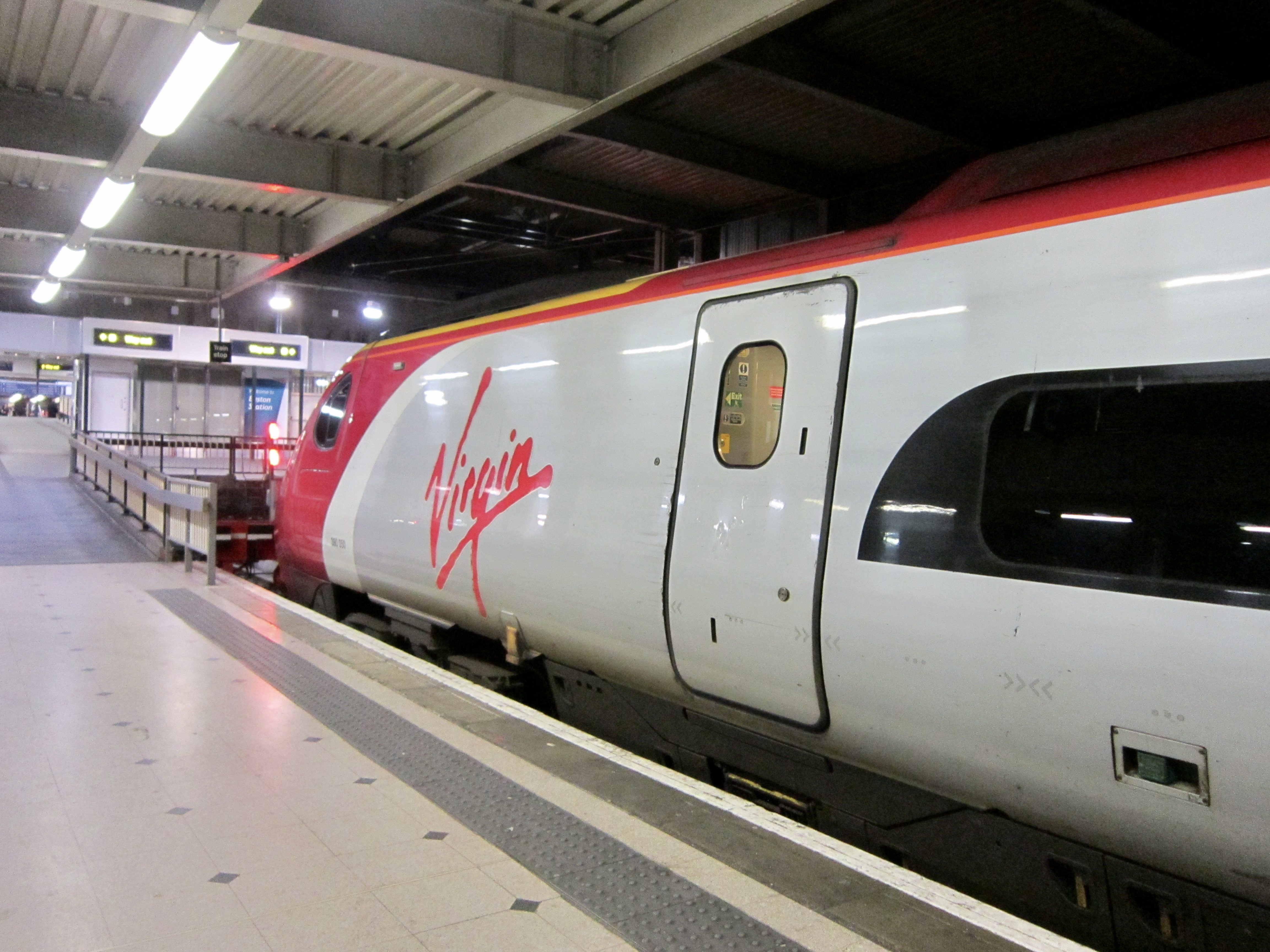
Comboio Classe 390 Pendolino da Virgin Trains

A geografia do percurso foi determinada evitando grandes propriedades e áreas montanhosas, como os Chilterns (Tring Cutting); as terras altas de Watford Gap e Northampton, seguidas pelo Vale do Trent; as montanhas da Cúmbria; e Beattock Summit (o ponto mais alto da WCML, em South Lanarkshire. Este legado significa que a WCML tem limitações como linha principal de longa distância, com velocidades máximas mais baixas do que a rota da (ECML). A principal solução foi a adoção de trens basculantes, inicialmente com o APT da British Rail e, posteriormente, com os  comboios Classe 390 Pendolino, construídos pela Alstom e introduzidos pela Virgin Trains em 2003. Uma tentativa "convencional" de aumentar a velocidade das linhas como parte da atualização por meio projeto ferroviário elétrico InterCity 250, na década de 1990, teria relaxado os níveis máximos de inclinação nas curvas e visto alguns realinhamentos da pista; este esquema fracassou devido à falta de financiamento devido clima econômico da época.

## História

### Pré-agrupamento (1837–1923)
A história inicial da West Coast Main Line é complexa, pois não foi originalmente concebida como uma única rota troncal, mas foi construída como uma colcha de retalhos de linhas separadas por diferentes empresas, principalmente durante as décadas de 1830 e 1840, mas algumas partes foram abertas bem mais tarde, até a década de 1880. Após a conclusão da pioneira Liverpool and Manchester Railway, em 1830, foram discutidos planos para a construção de mais linhas interurbanas. A prática comercial do início da era ferroviária era que as empresas promovessem linhas individuais entre dois destinos, em vez de planejarem grandes redes, uma vez que, desta forma, era considerado mais fácil obter o apoio dos investidores.
O primeiro trecho do que hoje é a WCML foi a Grand Junction Railway, que ligava a Liverpool and Manchester Railway a Birmingham, via Warrington, Crewe, Stafford e Wolverhampton, inaugurada em 1837. No ano seguinte, a London and Birmingham Railway foi concluída, conectando-se à Londres via Coventry, Rugby e Watford Gap. As ferrovias Grand Junction e London and Birmingham compartilhavam um terminal na estação Birmingham Curzon Street, de modo que agora era possível viajar de comboio entre Londres, Birmingham, Manchester e Liverpool.

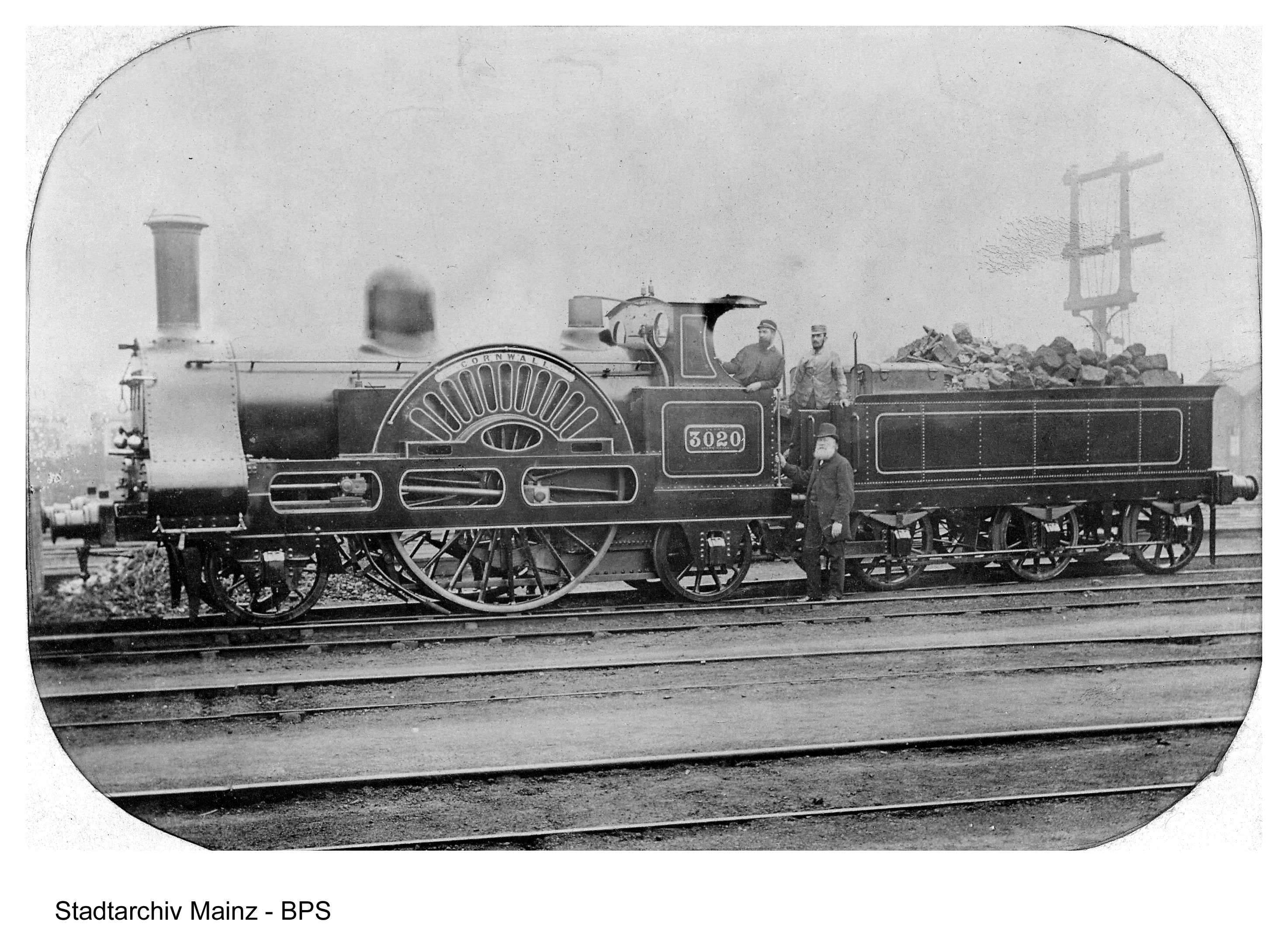
3020 Cornwall, uma das primeiras locomotivas expressas LNWR (construída em 1847), em fotografia por volta de 1890

Essas linhas, juntamente com a Trent Valley Line (entre Rugby e Stafford, evitando Birmingham) e a Manchester and Birmingham Railway (Crewe – Manchester), fundiram operações em 1846 para formar a London and North Western Railway (LNWR). Três outras empresas, a North Union Railway (Estação Parkside – Wigan – Preston), a Lancaster and Preston Junction Railway e a Lancaster and Carlisle Railway, completaram uma rota direta para Carlisle no final de 1846. Estas foram, posteriormente, absorvidas pela LNWR.
Ao norte de Carlisle, a Caledonian Railway permaneceu independente e, em 10 de setembro de 1847, abriu a sua linha principal daquela cidade até a vila escocesa de Beattock, conectando-se a Edimburgo em fevereiro de 1848, e a Glasgow em novembro de 1849. Outra seção importante, a North Staffordshire Railway (NSR), que abriu sua rota em 1848 de Macclesfield (conectando-se com o LNWR à partir de Manchester) a Stafford e Colwich Junction via Stoke-on-Trent, também permaneceu independente. A NSR forneceu uma rota alternativa útil para Manchester, porém as más relações entre ela e a LNWR fizeram com que os trens não circulassem até 1867.
A rota para a Escócia foi comercializada pela LNWR como "The Premier Line". Como os comboios transfronteiriços passavam pela LNWR e pela Caledonian Railway, acabou por ser criada a West Coast Joint Stock ("Ações Conjuntas da Costa Ocidental", em tradução livre), de propriedade conjunta, surgida para simplificar as operações. Os primeiros comboios diretos de Londres para Glasgow, na década de 1850, levavam 12,5 horas para completar a viagem de 400 milhas (640 km).
As secções finais do que hoje é a WCML foram implementadas nas décadas seguintes. Um ramal directo para Liverpool, contornando a linha anterior da Liverpool and Manchester Railway, foi inaugurado em 1869, de Weaver Junction, ao norte de Crewe, até Ditton Junction, através da ponte ferroviária Runcorn (também conhecida como Ponte Ethelfleda ou Ponte Britannia), sobre o rio Mersey. No extremo norte, a Caledonian substituiu o seu terminal original Southside, em Glasgow, pela estação Glasgow Central, muito maior e melhor localizada, em 1879, sendo que, ainda hoje, esta segue sendo a estação ferroviária mais movimentada da Escócia, e a décima segunda da Grã-Bretanha.

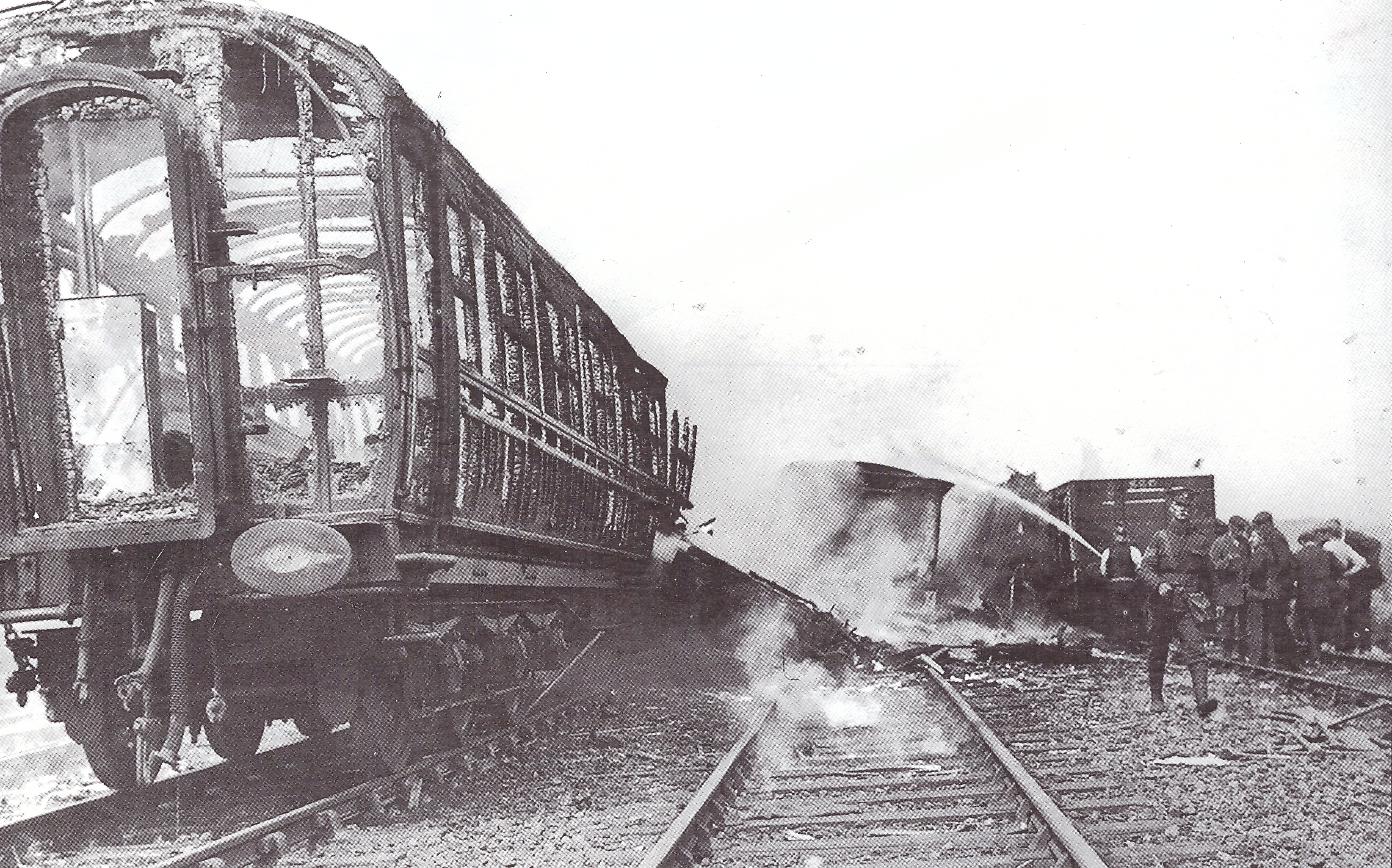
Desastre ferroviário de Quintinshill, o pior da história do Reino Unido, ocorrido entre Glasgow e Carlisle em 1915

Para expandir a capacidade, a linha entre Londres e Rugby foi ampliada para quatro carris na década de 1870. Como parte desta obra, foi construída uma nova linha, a Northampton Loop, inaugurada em 1881, ligando Northampton antes de voltar a juntar-se à linha principal em Rugby.
O pior acidente ferroviário da história do Reino Unido, o desastre ferroviário de Quintinshill, ocorreu na WCML em 22 de maio de 1915, entre Glasgow Central e Carlisle, no qual 227 pessoas morreram e outras 246 ficaram feridas.

## Leituras adicionais
- Allen, David (29 de Janeiro – 11 de Fevereiro de 1997). «West Coast Signalling». RAIL (297). EMAP Apex Publications. pp. 34–38. ISSN 0953-4563. OCLC 49953699
- Ballantyne, Hugh (1989). The Colour of British Rail: West Coast Main Line. 2. [S.l.]: Atlantic Transport Publishers. ISBN 9780906899328. OCLC 21600017
- Joy, David (1967). Main Line Over Shap. [S.l.]: Dalesman Publishing Co. Ltd. ISBN 9780852060636. OCLC 12273695
- Longhurst, Roly (1979). Electric Locomotives of the West Coast Main Line. [S.l.]: Bradford Barton. ISBN 9780851533551. OCLC 16491712
- Nock, O. S. (1965). Britain's new railway: Electrification of the London-Midland main lines from Euston to Birmingham, Stoke-on-Trent, Crewe, Liverpool and Manchester. London: Ian Allan. OCLC 59003738
- Nock, O. S. (1974). Electric Euston to Glasgow. [S.l.]: Ian Allan. ISBN 978-0711005303